# Saint-Lupien
Saint-Lupien est une commune française située dans le département de l'Aube en région Grand Est. La commune fait partie du Canton de Saint-Lyé, de la  Communauté de communes de l'Orvin et de l'Ardusson (CCOA) et de la Première circonscription de l'Aube. 
 
Elle appartient à la région naturelle de la Champagne crayeuse et elle est la source de l'Orvin, un affluent de la Seine.
 
Avec 231 habitants en 2019, Saint-Lupien est une commune rurale. Le tissu social et économique du village a une prédominance agricole autour des cultures de céréalières, de la betterave et du chanvre.

## Géographie
Le village est constitué de deux rues principales parallèles qui bordent les deux rives de la rivière. Quelques rues transversales relient les deux berges et franchissent l'Orvin mais le fond de vallée étant tourbeux, cet espace est occupé encore aujourd'hui par des prés, des jardins et des vergers.
En dehors des berges de la rivière, les arbres sont rares. Toutefois quelques reliquats des boisements du XIXe siècle subsistent en direction d'Avon-la-Pèze et de Marcilly-le-Hayer.

### Communes limitrophes
Le village de Saint-Lupien est entouré, « dans le sens des aiguilles d'une montre » par la commune de Marigny-le-Châtel au nord nord-est, la commune de Saint-Flavy au nord-est, la commune de Prunay-Belleville à l'est, la commune de Faux-Villecerf au sud-est, la commune de Villadin au sud et la commune d'Avon-la-Pèze au nord-ouest.

### L'Orvin

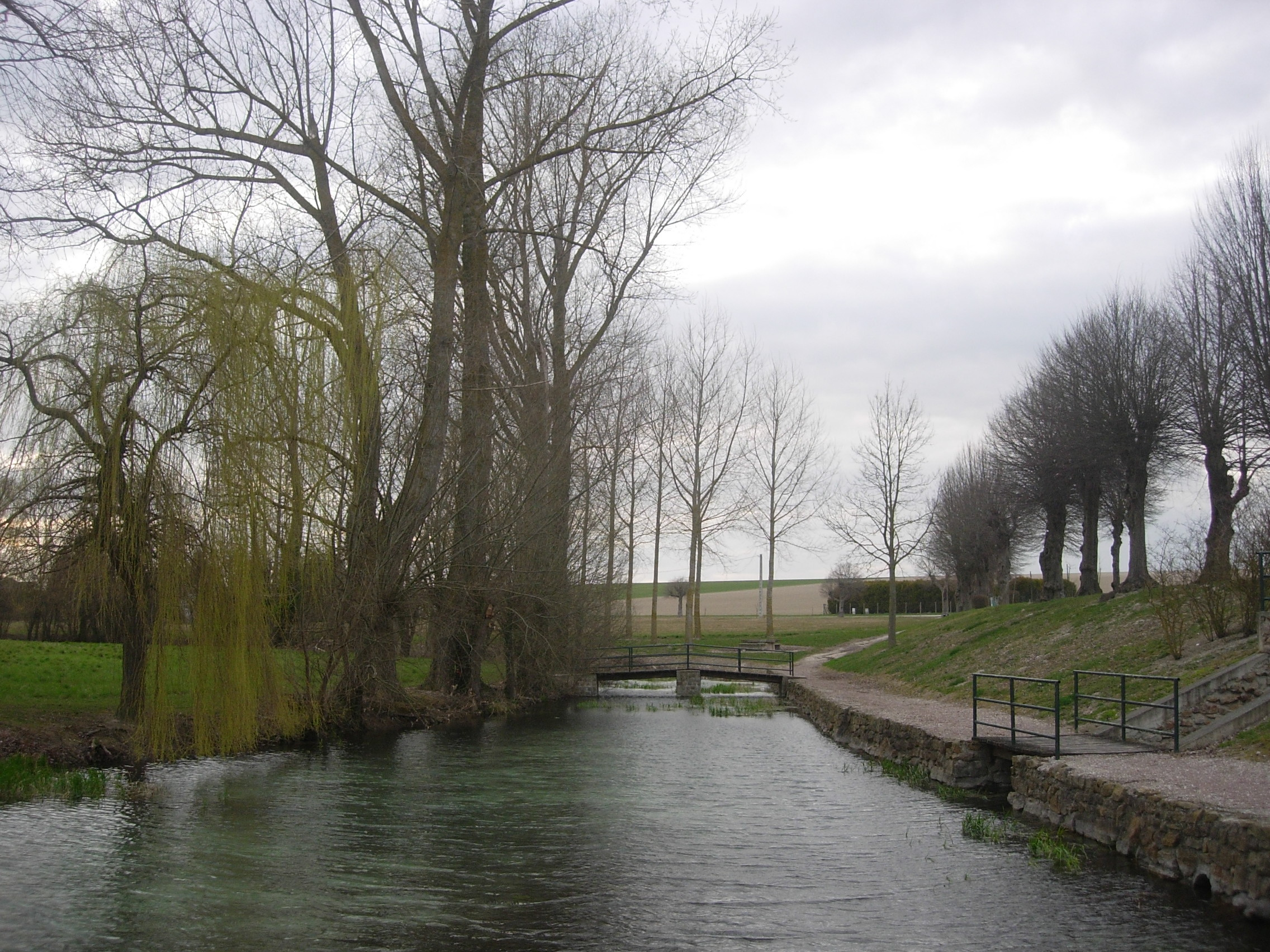
Source de l'Orvin à Saint-Lupien.

L'Orvin prend sa source à l'entrée du village, dans un bassin appelé « somme » en Champagne. Il se peut que le nom donné au cours d'eau remonte à l'époque des Gaulois, provenant du celtique qui veut dire "eau courante". La rivière fait 38,1 km de long pour se jeter dans la Seine à Villiers-sur-Seine. 

La source de l'Orvin est un endroit appréciée des habitants de Saint-Lupien car il est possible de se restaurer dans un endroit calme et paisible, mais elle est aussi synonyme d'un lieu festif puisqu'à plusieurs reprises des évènements ont été organisés à cet endroit.

### Géologie et relief
La superficie de la commune de Saint-Lupien est de 2 290 ha quand la taille moyenne d'une commune de France métropolitaine est de 1 488 ha. L'altitude varie entre un minimum de 118 mètres et un maximum de 181 mètres pour une altitude moyenne de 150 mètres. Les sols de la commune de Saint-Lupien ont un bon potentiel agronomique, car ces sont des sols limoneux de la Champagne crayeuse.

### Hydrographie

#### Réseau hydrographique
La commune est dans la région hydrographique « la Seine de sa source au confluent de l'Oise (exclu) » au sein du bassin Seine-Normandie. Elle est drainée par l'Orvin et le Fossé 01 du Bas de l'Étang,.
L'Orvin, d'une longueur de 38 km, prend sa source dans la commune  et se jette  dans la Seine à Villiers-sur-Seine, après avoir traversé douze communes.

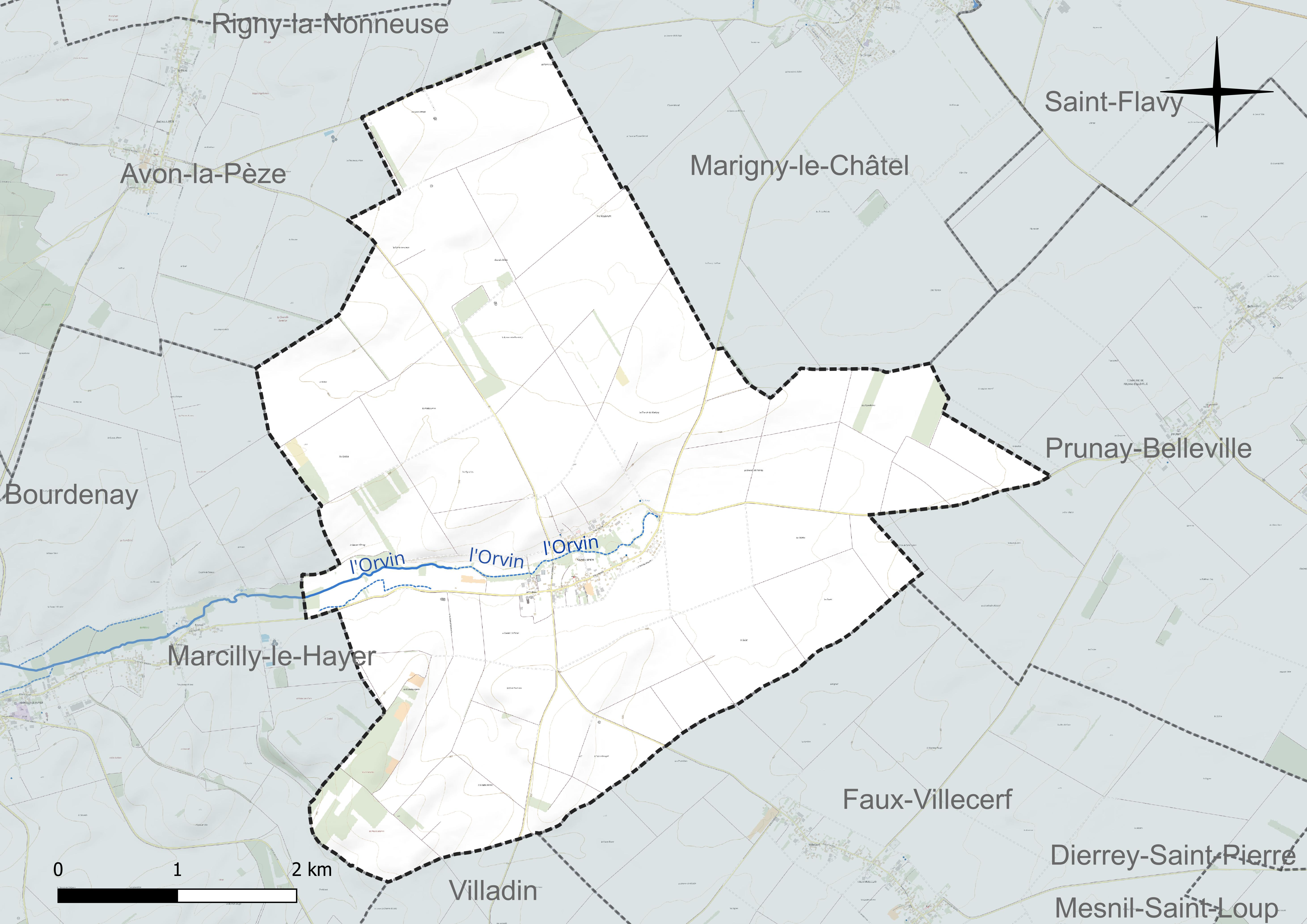
Réseau hydrographique de Saint-Lupien.

#### Gestion et qualité des eaux
Le territoire communal est couvert par le schéma d'aménagement et de gestion des eaux (SAGE) « Bassée Voulzie ». Ce document de planification concerne le territoire du bassin versant de l'Armançon qui s’étend sur 1 710 km2 et se répartit sur trois départements (l'Aube, l'Yonne et la Marne). Le périmètre a été arrêté le 2 septembre 2016, le diagnostic a été validé le 29 novembre 2022. La structure porteuse de l'élaboration et de la mise en œuvre est le Syndicat mixte ouvert de l’eau potable, de l’assainissement collectif, de l’assainissement non collectif, des milieux aquatiques et de la démoustication (SDDEA), dont le siège est à Troyes.
La qualité des cours d’eau peut être consultée sur un site dédié géré par les agences de l’eau et l’Agence française pour la biodiversité.

### Climat
Pour des articles plus généraux, voir Climat du Grand Est et Climat de l'Aube.
En 2010, le climat de la commune est de type climat océanique dégradé des plaines du Centre et du Nord, selon une étude du Centre national de la recherche scientifique s'appuyant sur une série de données couvrant la période 1971-2000. En 2020, Météo-France publie une typologie des climats de la France métropolitaine dans laquelle la commune est exposée à un climat océanique altéré et est dans la région climatique Nord-est du bassin Parisien, caractérisée par un ensoleillement médiocre, une pluviométrie moyenne régulièrement répartie au cours de l’année et un hiver froid (3 °C).
Pour la période 1971-2000, la température annuelle moyenne est de 10,4 °C, avec une amplitude thermique annuelle de 15,8 °C. Le cumul annuel moyen de précipitations est de 717 mm, avec 11,9 jours de précipitations en janvier et 7,7 jours en juillet. Pour la période 1991-2020, la température moyenne annuelle observée sur la station météorologique de Météo-France la plus proche, « Bouy-sur-Orvin », sur la commune de Bouy-sur-Orvin à 16 km à vol d'oiseau, est de 11,4 °C et le cumul annuel moyen de précipitations est de 635,9 mm. 
La température maximale relevée sur cette station est de 42,4 °C, atteinte le 25 juillet 2019 ; la température minimale est de −20,5 °C, atteinte le 17 janvier 1985,,.
Les paramètres climatiques de la commune ont été estimés pour le milieu du siècle (2041-2070) selon différents scénarios d'émission de gaz à effet de serre à partir des nouvelles projections climatiques de référence DRIAS-2020. Ils sont consultables sur un site dédié publié par Météo-France en novembre 2022.

## Urbanisme

### Typologie
Au 1er janvier 2024, Saint-Lupien est catégorisée commune rurale à habitat très dispersé, selon la nouvelle grille communale de densité à 7 niveaux définie par l'Insee en 2022.
Elle est située hors unité urbaine et hors attraction des villes,.

### Occupation des sols
L'occupation des sols de la commune, telle qu'elle ressort de la base de données européenne d’occupation biophysique des sols Corine Land Cover (CLC), est marquée par l'importance des territoires agricoles (96 % en 2018), une proportion sensiblement équivalente à celle de 1990 (96,4 %). La répartition détaillée en 2018 est la suivante : 
terres arables (91,8 %), zones agricoles hétérogènes (2,5 %), zones urbanisées (2,1 %), forêts (1,8 %), prairies (1,7 %). L'évolution de l’occupation des sols de la commune et de ses infrastructures peut être observée sur les différentes représentations cartographiques du territoire : la carte de Cassini (XVIIIe siècle), la carte d'état-major (1820-1866) et les cartes ou photos aériennes de l'IGN pour la période actuelle (1950 à aujourd'hui).

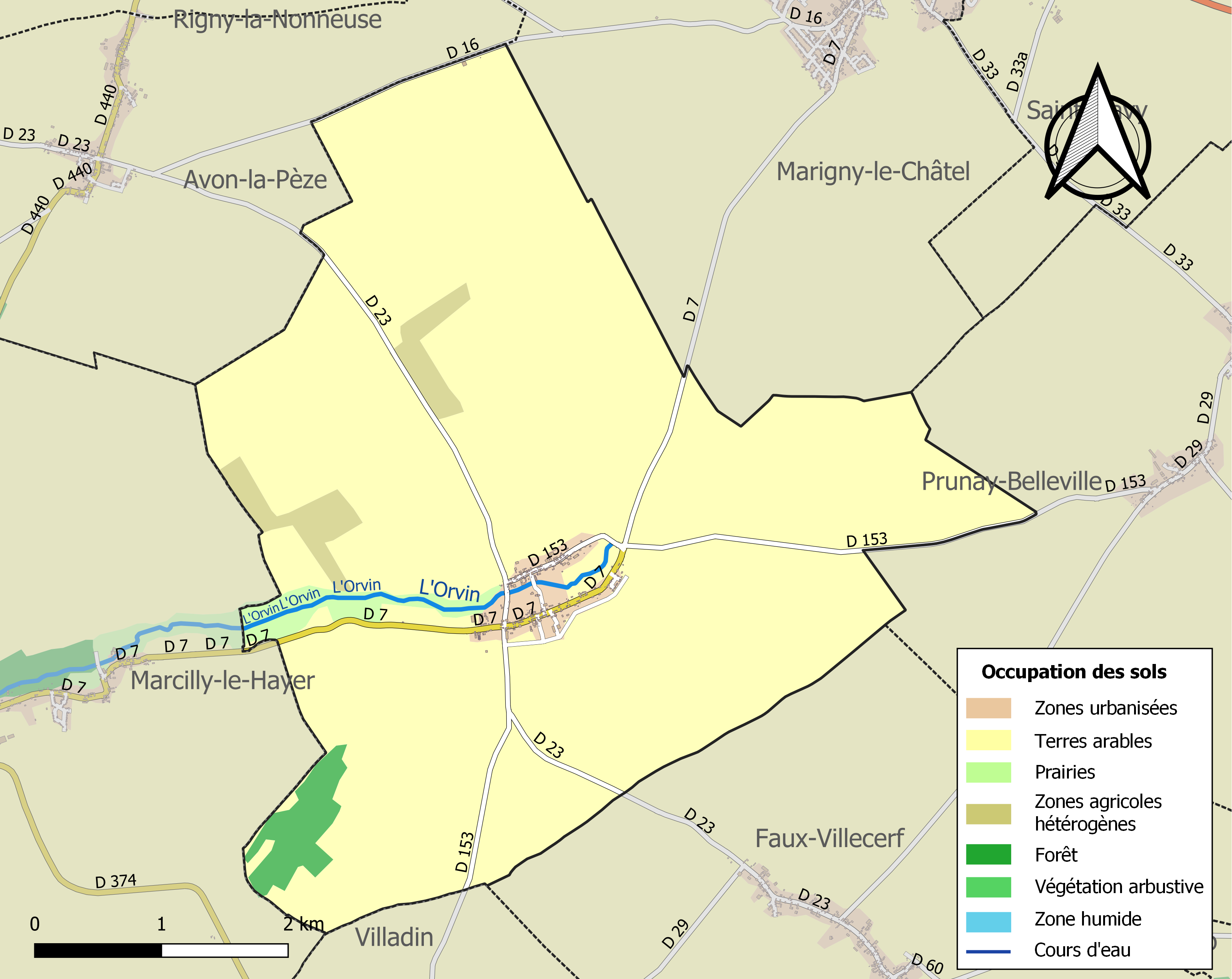
Carte des infrastructures et de l'occupation des sols de la commune en 2018 (CLC).

## Toponymie
La commune tient son nom de saint Louvent (aussi appelé Lupien), abbé en Gévaudan, martyrisé (tête tranchée) dans la région, près de Perthes-lès-Brienne. Au cours de la Révolution française, la commune retourna provisoirement au nom de Somme-Fontaine qui était déjà utilisé : Summus fons ou "Sommefontaine, autrement Saint Lupien" en 1674.

## Histoire
En 1789, la commune était de l'intendance de la généralité de Châl[Qui ?], de l'élection de Troyes et du bailliage de Sens.

### Nom de Saint-Lupien
Avant Saint-Lupien, le village se nommait Somme-Fontaine. Mais il s'est écrit de bien des manières, par exemple, Summe Fontene (1140), summus fons (1147), somme fontaine (1161), villa de summo fonte (1263), somme-fontaine - saint-lupien (XVIe siècle), sanctus lupianus (1618), sanctus Lupentuis (XVIIe siècle), et enfin Saint-Lupien (XVIIe siècle).

### Nom de l'Orvin
Le nom du ruisseau qui arrose la vallée vient du latin alveus qui veut dire auge, canal, ru ; des celtiques ar ou al (rivière) et win (eau).

### La Grand-Cour
Il a été érigé en fief le 18 mars 1648 pour Charles de Beruryer, seigneur de Bussy-Saint-Georges, par le chapitre de Sens. Il se composait de 105 arpents de terres et une bâtisse carrée. Château avec quatre tours, une cour centrale un colombier...

## Politique et administration
| Période | Période  | Identité                | Étiquette | Qualité |
| ------- | -------- | ----------------------- | --------- | --- |
| 1789    | 1792     | J-B.Bonnin              |           | |
| 1792    | 1797     | Jacques Juchat          |           | |
| 1797    | 1807     | J.Pâquier               |           | |
| 1807    | 1821     | Pierre-Louis Pâquier    |           | |
| 1821    | 1831     | Henri Marcilly          |           | |
| 1831    | 1852     | Victor Bourgis          |           | |
| 1852    | 1856     | Antoine Dantigny        |           | |
| 1856    | 1870     | Savinien Juchat         |           | |
| 1870    | 1878     | Narcisse Davaine        |           | |
| 1878    | 1890     | Désiré Martinet de Pouy |           | |
| 1890    | 1897     | Jules Juchat            |           | |
| 1897    | 1900     | Onésime Bourgeois       |           | |
| 1900    | 1906     | Ferdinand Marcilly      |           | |
| 1906    | 1909     | Camille Jossier         |           | |
| 1909    | 1914     | Edouard Faytre          |           | |
| 1914    | 1919     | Jean-Marie Courtois     |           | |
| 1919    | 1935     | Albert Huez             |           | |
| 1935    | 1959     | Martinien Martin        |           | |
| 1959    | 1989     | Jean Bourgeois          |           | |
| 1989    | 2001     | Bernard Jossier         |           | Agriculteur |
| 2001    | En cours | Nicolas Juillet         | DVD       | Agriculteur Conseiller général puis départemental (Mars 1992 - Octobre 2020) Président de la communauté de communes de l'Orvin et de l'Ardusson (CCOA) |

## Démographie
L'évolution du nombre d'habitants est connue à travers les recensements de la population effectués dans la commune depuis 1793. Pour les communes de moins de 10 000 habitants, une enquête de recensement portant sur toute la population est réalisée tous les cinq ans, les populations de référence des années intermédiaires étant quant à elles estimées par interpolation ou extrapolation. Pour la commune, le premier recensement exhaustif entrant dans le cadre du nouveau dispositif a été réalisé en 2005.

En 2022, la commune comptait 231 habitants, en évolution de −3,35 % par rapport à 2016 (Aube : +0,7 %, France hors Mayotte : +2,11 %).
| 1793 | 1800 | 1806 | 1821 | 1831 | 1836 | 1841 | 1846 | 1851 |
| ---- | ---- | ---- | ---- | ---- | ---- | ---- | ---- | ---- |
| 268  | 221  | 266  | 251  | 259  | 297  | 288  | 266  | 267  |

| 1856 | 1861 | 1866 | 1872 | 1876 | 1881 | 1886 | 1891 | 1896 |
| ---- | ---- | ---- | ---- | ---- | ---- | ---- | ---- | ---- |
| 268  | 261  | 266  | 255  | 231  | 230  | 215  | 197  | 222  |

| 1901 | 1906 | 1911 | 1921 | 1926 | 1931 | 1936 | 1946 | 1954 |
| ---- | ---- | ---- | ---- | ---- | ---- | ---- | ---- | ---- |
| 192  | 190  | 181  | 154  | 178  | 196  | 190  | 197  | 191  |

| 1962 | 1968 | 1975 | 1982 | 1990 | 1999 | 2005 | 2006 | 2010 |
| ---- | ---- | ---- | ---- | ---- | ---- | ---- | ---- | ---- |
| 201  | 188  | 181  | 180  | 218  | 222  | 236  | 232  | 244  |

| 2015 | 2020 | 2022 | - | - | - | - | - | - |
| ---- | ---- | ---- | - | - | - | - | - | - |
| 242  | 228  | 231  | - | - | - | - | - | - |

## Économie
Proche de Nogent-sur-Seine, des logements EDF ont été construits pour héberger les familles des ouvriers de la centrale nucléaire.
L'agriculture, comme dans beaucoup de villages de Champagne crayeuse, est la principale ressource du bourg. Outre les céréales, les cultures produisent des betteraves, du chanvre, du tournesol, du pavot et de la luzerne. Un silo à grains  se trouve sur le territoire de la commune.
De plus, la commune comporte un pilote de montgolfière.

## Lieux et monuments

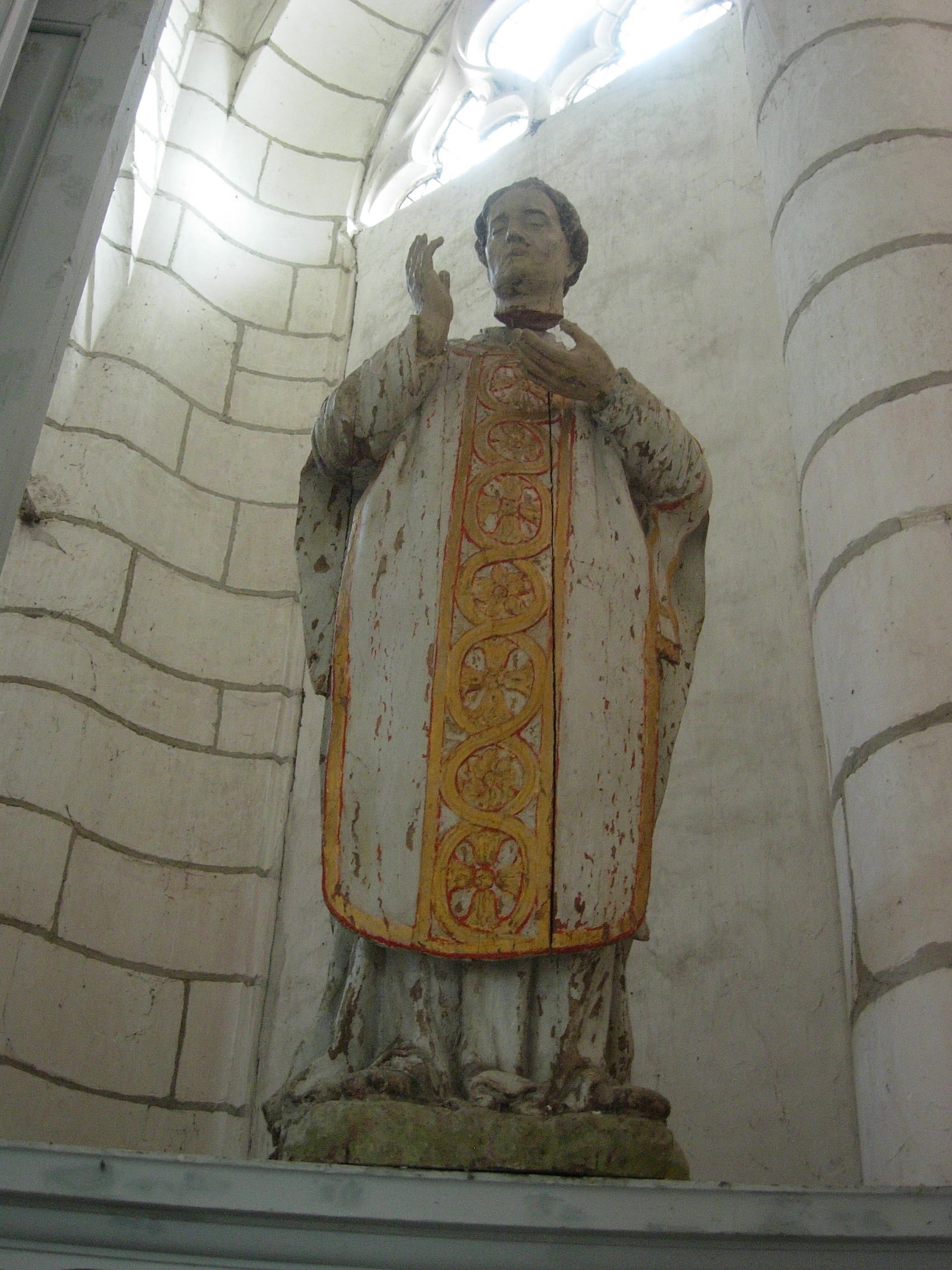
Église de Saint-Lupien : sculpture du XVIIIe siècle représentant saint Lupien décapité[20].
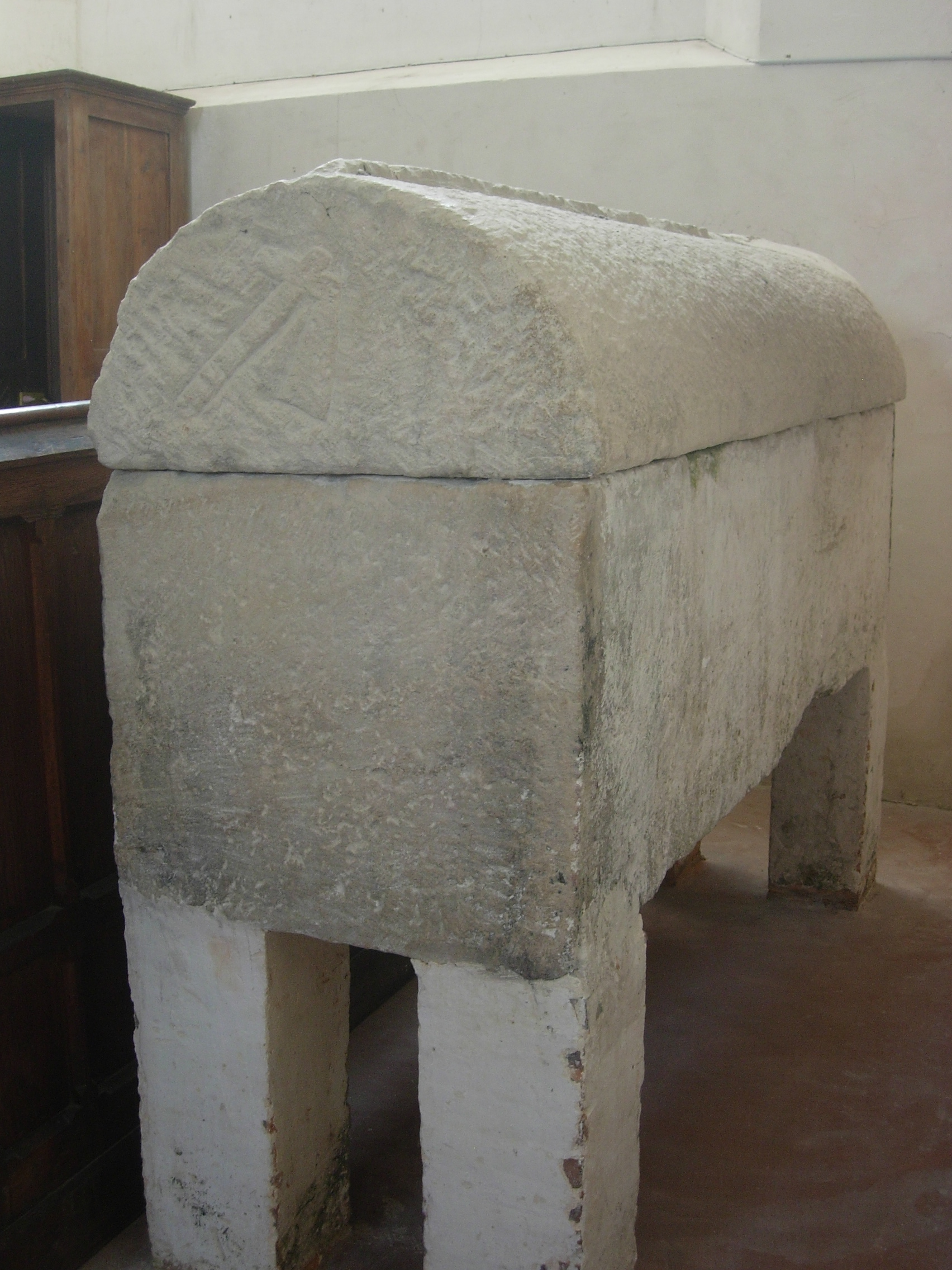
Église de Saint-Lupien : sarcophage du saint[21].

## Personnalités liées à la commune
Saint Lupien ou saint Louvent.

## Héraldique
|  | Les armes de la ville se blasonnent ainsi : D’azur aux trois coupes couvertes d’or surmontées d’une divise ondée d’argent. |

## Faune et flore de Saint-Lupien
Liste des oiseaux observés à Saint-Lupien